# La Cassaigne
Cassaigne – miejscowość i gmina we Francji, w regionie Oksytania, w departamencie Aude.
Według danych na rok 1990 gminę zamieszkiwało 158 osób, a gęstość zaludnienia wynosiła 13 osób/km² (wśród 1545 gmin Langwedocji-Roussillon Cassaigne plasuje się na 748. miejscu pod względem liczby ludności, natomiast pod względem powierzchni na miejscu 644.).